# Victor Hănescu
Victor Hănescu (n. 21 iulie 1981, București, România) este un jucător de tenis român retras din activitate.

El a început să practice tenisul la vârsta de 7 ani. Tatăl, Constantin, și mama, Cristina, sunt ambii ingineri; sora mai mică, Irina, practică înotul. Hobby-urile lui includ fotbalul (este fan al echipei FC Dinamo București), pescuitul și înotul (sport cu care a concurat până la vârsta de 12 ani). Victor spune: 
„Când aveam 7 ani m-am dus la un club de baschet și am vrut să mă înscriu. Eram înalt, dar mi s-a spus că încă nu aveam vârsta necesară. Apoi am văzut două terenuri de tenis și am început să joc tenis în loc de baschet.”
Idolii din copilărie au fost Ilie Năstase, Goran Ivanisevic și Pete Sampras. Lovitura favorită este cea de backhand, pe care o execută cu o singură mână, și preferă terenurile de zgură și iarbă. Se retrage la sfârșitul anului 2016.

## Cariera profesională

### 1999: Își începe cariera profesională
Hănescu a obținut primele sale puncte în clasamentul ATP la simplu în august 1999, în turneele F1 și F2 Futures din România. Deși între septembrie și decembrie a mai jucat în încă patru turnee, nu a mai obținut niciun punct, terminând pe locul 1231.

### 2000: Succes în turnee satelit
În anul 2000 Hănescu a jucat în turnee satelit și Futures. Locul 4 obținut la satelitul din Croația în aprilie /mai și locul 3 la satelitul din Portugalia în octombrie/noiembrie i-au adus 36, respectiv 45 de puncte ATP la simplu, ceea ce l-a clasat la sfârșitul anului pe locul 477.

### 2001: Victorie în Futures și succes în Challenger
Hănescu câștigă primele sale turnee ca profesionist în mai 2001, la turneele F1 și F2 Futures din Slovacia. Două săptămâni mai târziu, accesul în sferturile de finală ale turneului Challenger de la Budapesta îl clasează pentru prima dată între primii 400. În iulie, ca favorit nr. 1 ajunge în finala turneului F1 și câștigă turneul F2 Futures din România, urcând pe locul 319. În august ajunge în semifinala turneului Challenger din Polonia și finala celui din Germania, urcând pe locul 209. În octombrie urcă între primii 200, însă în turneele Challenger următoare se clasează doar pe locurile 4–7, terminând la sfârșitul anului pe locul 212.

### 2002: Primul sfert de finală ATP, prima victorie în Challenger
În 2002 Hănescu nu a progresat mult. Totuși, în iulie ajunge pentru prima oară în sferturile de finală ale turneului ATP de le Umag, Croația, iar în septembrie câștigă primul său Challenger în Portugalia. Termină anul pe locul 172.

### 2003: În Top-100, turul 3 la French Open și Wimbledon
Mici succese în turneele Challenger îl fac să urce în aprilie până pe locul 150. Apoi, în aprilie se califică în turneul ATP de la Estoril unde ajunge în turul doi, iar la Masterul de la Roma îl învinge pe Mihail Yujnîi (ATP 31) cel mai bine clasat adversar învins până în acel moment. La sfârșitul lui mai se califică la French Open (Roland Garros) unde urcă până în turul 3 (unde pierde la Jarkko Nieminen), performanță care îl aduce pentru prima dată între primii 100. Deși la Wimbledon este admis ca învins norocos, ajunge și aici în turul 3, învingând pe Juan Ignacio Chela (ATP 34) înainte de a pierde la Sjeng Schalken (ATP 12), urcând până pe locul 85. La US Open pierde în primul tur în fața lui Lleyton Hewitt (ATP 6). În septembrie ajunge în sferturile de finală ale turneului ATP de la București. În octombrie se califică la Masterul de la Paris învingând pe Rafael Nadal (ATP 49), Anthony Dupuis, (ATP 69) și, în primul tur pe Wayne Ferreira (ATP 27), dar pierde în fața lui Andy Roddick (ATP 2). Termină anul pe locul 70.

### 2004: Insuccese în Grand Slam, prima semifinală ATP
În 2004 Hănescu joacă aproape exclusiv în turnee ATP, dar fără succes. Deși este destul de bine clasat pentru a fi admis direct în toate cele patru turnee de Grand Slam (mare șlem) și la Olimpiadă, câștigă doar un singur meci în toate aceste turnee. Ca succes, în martie înregistrează prima sa semifinală într-un turneu ATP, cel din Scottsdale, și câteva sferturi de finală, inclusiv la Estoril în aprilie și la București în septembrie. La Estoril învinge pentru prima dată un jucător clasat între primii 10, pe Rainer Schuettler (ATP 6). În octombrie revine în turneele Challenger și câștigă la Roma al doilea titlu al său. Termină însă anul doar pe locul 92

### 2005: În sferturi la French Open, semifinale ATP
La French Open îl învinge în turul 2 pe Juan Ignacio Chela (ATP 32) și în turul 4 pe David Nalbandian (ATP 11) în 5 seturi, după o revenire: 6–3 4–6 5–7 6–1 6–2. În sferturi pierde în fața lui Roger Federer (ATP 1). Ajunge în semifinalele turneului ATP de la New Haven, unde învinge pe Nicolas Massu (ATP 58) și and #20 Tommy Robredo (ATP 20) înainte de a pierde în fața lui James Blake) (ATP 67). În iulie învinge un alt jucător dintre primii 10, Mariano Puerta (ATP 10). Ajungând în septembrie și în semifinalele turneului de la București urcă pentru prima oară între primii 40, terminând anul pe locul 35.

### 2006: Accidentare
Deși în anul precedent s-a clasat bine, singurul său succes din 2006 a fost câștigarea în aprilie a turneului demonstrativ ATP de la Houston, învingând pe Vince Spadea și pe Juan Monaco. Din păcate, într-un meci de Cupă Davis împotriva SUA suferă o ruptură musculară la spate, care-l ține deoparte până în mai 2007. Ca urmare, termină anul pe locul 646 și va mai coborî până pe locul 759.

### 2007: Revenire, prima finală ATP
Rezultatele sale slabe îl fac să revină în turnee Challenger, unde în martie, în Italia îl învinge în primul tur pe Bjorn Phau (ATP 126). Statutul protejat îi dă în aprilie acces în două turnee ATP, dar unde nu are succes, astfel că revine în turnee Challenger, unde în mai ajunge în semifinale și sferturi de finale, iar în iunie într-o finală, care readuc între primii 300. În august câștigă două turnee Challenger consecutive în România și Austria și urcă pe locul 151. În septembrie, la turneul ATP de la București ajunge în finală, pierzând însă prima sa finală ATP în trei seturi la Gilles Simon.
În decembrie ATP îl admite pe Hănescu în 2007 Centuries Club pentru performanța de a urca sute de locuri în clasament și a reveni între primii 100. Termină anul pe poziția 77.

### 2008: Prima victorie ATP

#### Turneul de la Gstaad
În iulie a câștigat turneul 2008 Allianz Suisse Open Gstaad, (Elveția) dotat cu premii în valoare de 389.000 de euro.
- În optimile de finală l-a învins pe croatul Ivo Karlovic, favoritul numărul 4 al competiției, scor 6-7/4, 7-6/3, 7-6/11.[6][7]
- În sferturile de finală a trecut în două seturi, 6-3, 7-6/3 de francezul Jeremy Chardy.[8][9]
- În semifinale l-a învins pe principalul favorit al competiției, elvețianul Stanislas Wawrinka (ATP 10), scor 6-3, 3-6, 6-4.[10]
- În finală l-a învins pe rusul Andreev (ATP 34), în două seturi, scor 6-3, 6-4.[11] Câștigarea turneului ATP de la Gstaad este cel mai bun rezultat obținut până acum de Victor Hănescu.[12]

#### Evoluția la JO de vară de la Beijing
La Jocurile Olimpice de vară din 2008 de la Beijing l-a învins în primul tur pe italianul Simone Bolelli, cu scorul de 7-5, 3-6, 6-4, fiind primul jucător de tenis din România care a reușit calificarea în turul doi al unui turneu olimpic de tenis. În turul al doilea însă a fost învins de francezul Gaël Monfils, cu scorul 6-4, 7-6 (7/5).

### 2009
Hănescu a început anul cu un sfert de finală jucat la Doha, dar pierdut în fața lui Andy Roddick. În primul Grand Slam al anului, la Melbourne, românul a fost eliminat în turul secund. A atins din nou faza sferturilor de finală la Casablanca, apoi la Roland Garros a fost eliminat în optimile de finală, după ce trecuse în turul trei de Gilles Simon, al șaptelea favorit al turneului.
În turneul de la Wimbledon a fost desemnat cap de serie numărul 31, și a promovat până în turul trei, unde l-a înfruntat din nou pe Simon, de această dată fiind învins în trei seturi.
La Stuttgart a ajuns în a treia finală a carierei, după ce i-a învins printre alții pe Rainer Schuettler și Fabio Fognini, dar a cedat în ultimul act în fața francezului Jeremy Chardy.

### 2010
La turneul de la Wimbledon a ajuns în turul 3 la simplu, dar a ratat calificarea în optimile de finală deoarece s-a retras în meciul cu germanul Daniel Brands invocând o accidentare. După meci a fost amendat cu suma de 15.000 dolari pentru conduită nedemnă de un sportiv (a scuipat în direcția unor spectatori care l-au iritat) și lipsă de combativitate.

### 2014
În August 2014, Victor Hănescu se retrage din echipa de Cupa Davis a României

### 2016
Pierde în fața lui Roberto Quiroz, locul 1.223 ATP.
În 2016 înființează Academia de tenis Victor Hănescu, unde se antrenează copii începând de la vârsta de 4 ani.

## Palmares

### Titluri la simplu
| Legendă (simplu)       |
| Grand Slam (0)         |
| Tennis Masters Cup (0) |
| ATP Masters Series (0) |
| ATP Tour (1)           |
| Challengers (8)        |
| Futures (3)            |

| Nr. | Data                | Turneu                            | Suprafață | Adversar în finală     | Scor        |
| 1.  | 30 aprilie, 2001    | Levice, Slovacia                  | zgură     | Ivan Beros             | 6–4 4–6 6–1 |
| 2.  | 7 mai, 2001         | Prievidza, Slovacia               | zgură     | Petr Luxa              | 6–2 6–1     |
| 3.  | 9 iulie, 2001       | Galați, România                   | zgură     | Artemon Apostu-Efremov | 7–6 6–4     |
| 4.  | 23 septembrie, 2002 | Maia, Portugalia                  | zgură     | Oscar Hernandez        | 6–1 3–6 6–3 |
| 5.  | 4 octombrie, 2004   | Roma, Italia                      | zgură     | Francesco Aldi         | 7–6 6–2     |
| 6.  | 30 iulie, 2007      | Timișoara, România                | zgură     | Santiago Ventura       | 7–6 6–3     |
| 7.  | 13 august, 2007     | Graz, Austria                     | zgură     | Leonardo Mayr          | 7–6 6–2     |
| 8.  | 30 septembrie, 2007 | București, România                | zgură     | Marcel Pujol           | 7–6 6–1     |
| 9.  | 13 iulie, 2008      | Gstaad, Elveția                   | zgură     | Igor Andreev           | 6-3, 6-4    |
| 10. | 15 iulie, 2012      | Timișoara, România                | zgură     | Guillaume Rufin        | 6–0, 6–3    |
| 11. | 16 septembrie, 2012 | Banja Luka, Bosnia și Herțegovina | zgură     | Andreas Haider-Maurer  | 6–4, 6–1    |
| 12. | 23 septembrie, 2012 | Szczecin, Polonia                 | zgură     | Iñigo Cervantes Huegun | 6–4, 7–5    |

### Finale la simplu
| Nr. | Data                | Turneu                      | Suprafață | Câștigător         | Scor             |
| 1.  | 10 septembrie, 2007 | BCR Open Romania, București | zgură     | Gilles Simon       | 4-6, 6-3, 6-2    |
| 2.  | 19 iulie, 2009      | Stuttgart, Germania         | zgură     | Jeremy Chardy      | 1-6, 6-3, 6-4    |
| 3.  | 11 aprilie, 2010    | Casablanca, Maroc           | zgură     | Stanislas Wawrinka | 6-2, 6-3         |
| 4.  | 21 mai, 2011        | Nisa, Franța                | zgură     | Nicolás Almagro    | 6-7(5), 6-3, 6-3 |
| 5.  | 8 iulie, 2012       | Arad, România               | zgură     | Facundo Bagnis     | 4-6, 4-6         |
| 6.  | 22 iulie, 2012      | Bercuit, Belgia             | zgură     | Thiemo de Bakker   | 4-6, 6-3, 5-7    |
| 7.  | 12 august, 2012     | Sibiu, România              | zgură     | Adrian Ungur       | 4-6, 6-7(1)      |

### Finale la dublu
| Nr. | Data                | Turneu                      | Suprafață | Câștigători                      | Echipa                      | Scor          |
| 1.  | 12 septembrie, 2005 | BCR Open Romania, București | zgură     | Jose Acasuso Sebastian Prieto    | Andrei Pavel Victor Hănescu | 6-3, 4-6, 6-3 |
| 2.  | 19 iulie, 2009      | Stuttgart, Germania         | zgură     | Frantisek Cermak Michal Mertinak | Victor Hănescu Horia Tecău  | 7-5, 6-4      |